# 苏赫尔·埃贾兹·汗
苏赫尔·埃贾兹·汗（英語：Suhel Ajaz Khan，1971年5月4日—），印度外交官，現任印度駐沙特阿拉伯兼駐也門大使，曾任印度駐黎巴嫩大使等職務。

## 經歷
苏赫尔·埃贾兹·汗生於1971年5月4日。他畢業於印多爾的圣雄甘地纪念医学院，獲得內外全科醫學士學位。
他於1997年加入印度外事服務部。首個外交任務是在1999年至2001年間於印度駐埃及大使館任職，除履行其他職責外，他還在開羅美國大學獲得了阿拉伯語高級文憑。隨後，他於2002年至2005年間在印度駐叙利亚大使館工作，負責行政、媒體及政治事務。之後，他在2005年至2008年擔任印度駐吉達總領事館的領事，負責包括朝覲事務在內的多項工作。從2008年到2009年，他在印度外交部西亞北非司擔任處長，隨後於2009年至2011年在印度駐巴基斯坦高級專員公署任職，負責簽證和領事事務。在2011年至2013年間，擔任印度外交部國務部長E·艾哈迈德辦公室副司长，並隨同部長參加了多次外事訪問，包括2011年印度擔任聯合國安全理事會非常任理事国期間出席的聯合國安全理事會會議。
2013年，苏赫尔·埃贾兹·汗被派往維也納，擔任印度大使館和常駐維也納國際組織代表團的副团長，負責政治及多邊事務。在2013年至2017年間，他參加了多次印度代表團會議，包括國際原子能機構、聯合國工業發展組織和联合国和平利用外层空间委员会等會議。他還在2015年擔任國際原子能機構計劃和預算委員會報告員，並於同年擔任七十七國集團联合国工业发展组织事務協調員，2016至2017年間還是联合国工业发展组织職員養老金委員會的理事會代表。此外，他還在2014年12月擔任印度代表團團長，出席在維也納舉行的关于核武器人道主义影响的会议。他还於2016年和2017年擔任聯合國養老金理事會成員。
2017年9月至2019年6月，苏赫尔·埃贾兹·汗以大使衔擔任印度駐沙特阿拉伯大使館副館長，負責多項重要任務，包括作為2018年印度參加杰纳迪里亚节（印度作为主宾国）的首席聯絡官。2019年6月21日至2023年1月擔任印度駐黎巴嫩大使，期間他組織了多項商務和文化活動。2019年8月27日，向黎巴嫩總統米歇尔·奥恩遞交國書。
2022年12月22日，苏赫尔·埃贾兹·汗被任命为下一任印度駐沙特阿拉伯大使。他於2023年1月15日抵達利雅德，並於次日就任印度駐沙特阿拉伯大使。2024年7月26日，苏赫尔·埃贾兹·汗被任命兼任印度駐也門大使。2024年8月20日至22日，苏赫尔·埃贾兹·汗访问亚丁，並於8月20日向也门总统拉沙德·阿利米递交国书，是近十年来印度大使首次访问也门。

## 個人生活
妻子里法特·贾宾·汗有长期在国际和联合国组织工作的经历，两人育有两女。